# Rova (rivière)
Ne doit pas être confondu avec Rova (Madagascar).
La Rova est une rivière de la péninsule de Kola à l'extrême nord-ouest de la Russie, dans l'oblast de Mourmansk. Elle prend sa source sur les pentes du mont Ioumperouaïv, à plus de 300 mètres d'altitude dans les hauteurs de Keïvy et se jette au bout de 75 kilomètres dans le lac Kalmozero formé par la Iokanga, à 213 mètres d'altitude. Son cours supérieur est traversé de rapides. En aval, son cours est plat et traverse des zones marécageuses.
Ses affluents principaux sont la Petite Rova et le Kalmiyok. Aucun village ne se trouve sur ses bords.